# Andi Bajc
Andi Bajc (Šempeter pri Gorici, Šempeter-Vrtojba, 14 de novembre de 1988) és un ciclista eslovè, professional des del 2007 i fins al 2022.

## Palmarès
- 2011
  - Vencedor d'una etapa al Tour de Tràcia
  - Vencedor d'una etapa al Tour d'Alanya
- 2014
  - 1r a la Rund um Sebnitz
- 2015
  - 1r a la Belgrad-Banja Luka II
  - Vencedor d'una etapa a la Volta a Hongria